# 鴻の巣
鴻の巣（こうのす）は、愛知県名古屋市天白区の地名。現行行政地名は鴻の巣一丁目及び鴻の巣二丁目。住居表示未実施。

## 地理
名古屋市天白区の北東部に位置し、東に梅が丘と天白町大字植田、西に焼山、南に植田東と植田本町、北に名東区高針原に接する。

## 歴史

### 町名の由来
天白町大字植田の小字名「鴻ノ巣」による。一説に「鴻ノ巣」は「川の洲」の転であり、河川の自然堤防の意であるという。また鴻（大型の水鳥）が巣を作ったことに由来するとの説もある。なお現在でも「鴻ノ巣」は天白町大字植田の字名として存続している。

### 近代までの沿革
『尾張徇行記』には愛知郡高針村の池として「こうのす池」と記載があり、 江戸時代は高針村に属していたと考えられている。しかしその後の1882年（明治15年）の資料では、「鴻ノ巣」は植田村の字名と記録されている。植田村はその後の合併により天白村大字植田となり、後に名古屋市天白区の一部となっている。現行行政地名としての鴻の巣は、天白町大字植田のほか名東区猪高町大字高針の旧領域を含む。

### 行政区画の沿革
- 1995年（平成7年）12月2日 - 名東区猪高町大字高針字原・メクソ、天白区天白町大字植田の各一部が、天白区鴻の巣一丁目に編入される[10][11]。
- 1997年（平成9年）1月18日 - 天白区天白町大字植田の一部が鴻の巣二丁目に編入される[12]。

## 世帯数と人口
2019年（平成31年）1月1日現在の世帯数と人口は以下の通りである。
| 丁目         | 世帯数    | 人口    |
| ------------ | --------- | ------- |
| 鴻の巣一丁目 | 709世帯   | 1,730人 |
| 鴻の巣二丁目 | 626世帯   | 1,604人 |
| 計           | 1,335世帯 | 3,334人 |

### 人口の変遷
国勢調査による人口の推移
| 2000年（平成12年） | 2,785人 | [ 13 ] |  |
| 2005年（平成17年） | 3,072人 | [ 14 ] |  |
| 2010年（平成22年） | 3,199人 | [ 15 ] |  |
| 2015年（平成27年） | 3,422人 | [ 16 ] |  |

## 学区
市立小・中学校に通う場合、学校等は以下の通りとなる。また、公立高等学校に通う場合の学区は以下の通りとなる。
| 丁目         | 番・番地等 | 小学校                 | 中学校               | 高等学校 |
| ------------ | ---------- | ---------------------- | -------------------- | -------- |
| 鴻の巣一丁目 | 全域       | 名古屋市立植田北小学校 | 名古屋市立植田中学校 | 尾張学区 |
| 鴻の巣二丁目 | 全域       | 名古屋市立植田北小学校 | 名古屋市立植田中学校 | 尾張学区 |

## 施設

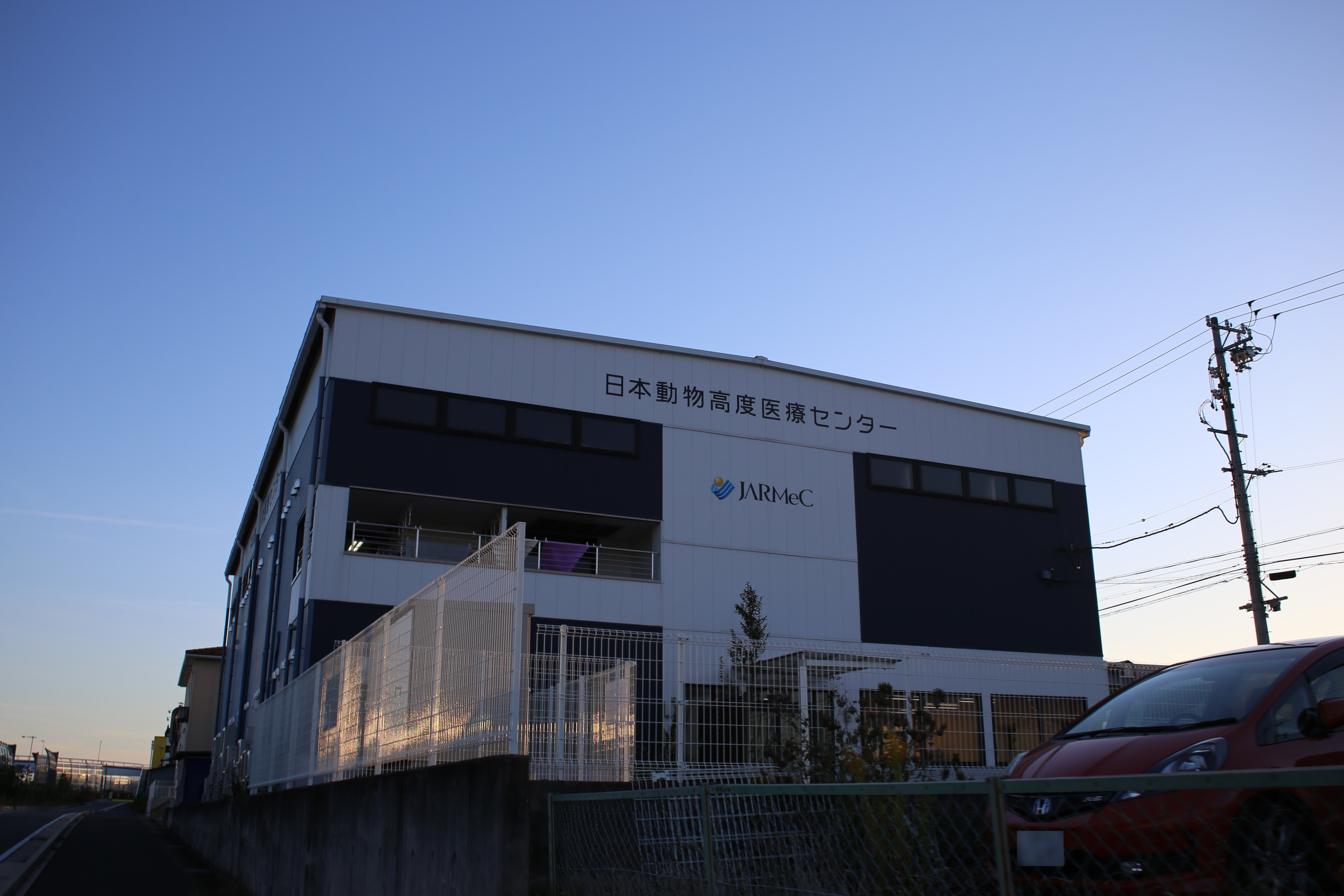
日本動物高度医療センター名古屋
- 植田鴻ノ巣公園
- 三七川原公園
- 植田第3学童保育クラブ

- 日本動物高度医療センター名古屋

## その他

### 日本郵便
- 郵便番号 : 468-0003[3]（集配局：天白郵便局[19]）。